# Jüdischer Friedhof (Tykocin)
Koordinaten: 53° 12′ 11″ N, 22° 46′ 15″ O

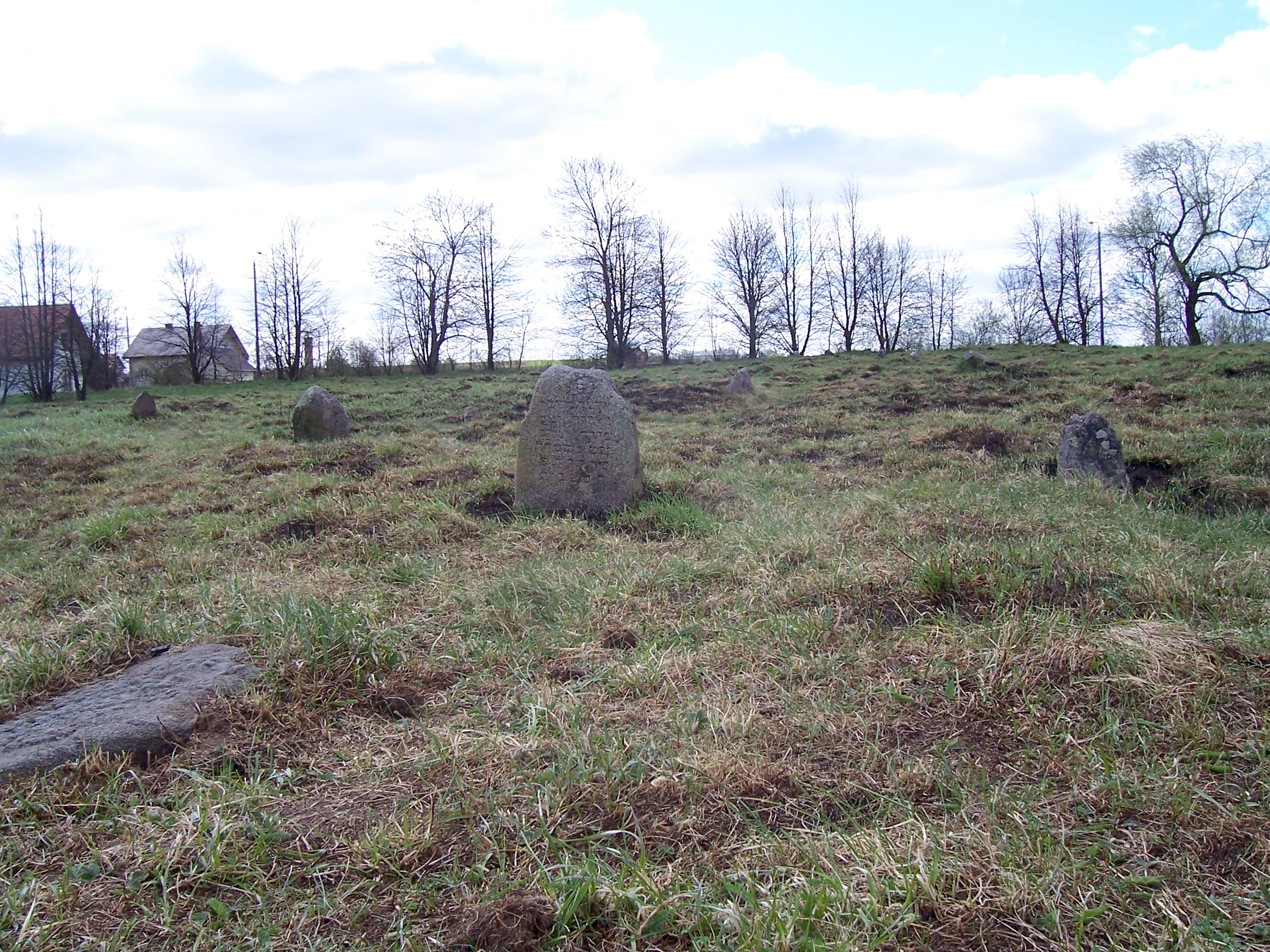
Jüdischer Friedhof in Tykocin

Der Jüdische Friedhof Tykocin ist ein jüdischer Friedhof in der polnischen Stadt Tykocin in der Woiwodschaft Podlachien. 
Vor dem Zweiten Weltkrieg war Tykocin eines der wichtigsten Zentren des polnischen Judentums. Damals waren etwa 50 % der Bevölkerung Juden. Die deutsche Wehrmacht errichtete 1941 nach dem Einmarsch eine Schreckensherrschaft, der die jüdische Bevölkerung fast völlig zum Opfer fiel: Im Wald nahe dem Ortsteil Łopuchowo wurden 1941 1.400 Juden ermordet.
Der Friedhof, der sich westlich der Stadt auf einem Hügel befindet, ist der älteste erhaltene jüdische Friedhof in der Woiwodschaft Podlachien. Er wurde im Jahr 1522 neu angelegt, im gleichen Jahr wurde die jüdische Gemeinde gegründet. Der älteste erhaltene Grabstein stammt aus dem Jahr 1791. Im Zweiten Weltkrieg wurde der Friedhof und die ihn umgebende Mauer in der Folge des Massakers von Tykocin zerstört.